# Los ratones
Los ratones  es una película de Argentina filmada en blanco y negro dirigida por Francisco Vasallo según su propio guion basado en la novela de su autoría que fue producida entre 1964 y 1965 y se exhibió el 23 de septiembre de 1978 en el cine Ascensión de la ciudad de General Arenales, provincia de Buenos Aires. Recién el 6 de agosto de 1998 se estrenó comercialmente y tuvo como actores principales a Alberto Argibay, Paula Galés, Zulma Faiad y Jorge Marchesini. La película tiene exteriores filmados en La Lucila y Villa Gesell. Tuvo el título alternativo de El disconforme.

## Sinopsis
Francisco, un oficinista disconforme con su vida, se muda a un pueblo del interior. Olga, una mujer bella y frívola, encontrará en Claudio, un joven escritor italiano, el amor limpio que se le negara hasta entonces.

## Reparto
- Alberto Argibay
- Paula Galés
- Zulma Faiad
- Jorge Marchesini
- Florén Delbene
- Eduardo Vener
- Jesús Pampín
- Asunción Gilabert
- Felice D'Amore
- Matías Alonso
- Tina Raggio …Mamina
- Alberto Medina…Pelín

## Comentario
El estreno comercial de este filme demoró treinta y tres años, un caso único en la historia del cine argentino. El rodaje se inició el 11 de noviembre de 1964 y finalizó en marzo de 1965 y la historia refleja la soledad y las insatisfacciones de los personajes centrales. El filme fue producido con un crédito del Instituto Nacional de Cine y Artes Audiovisuales que luego reembolsó Vassallo y recibió del Instituto la clasificación B y exportable, lo que le impidió encontrar exhibidores interesados en su estreno. El sábado 23 de setiembre de 1978, por pedido de un amigo que tenía tierras en Ascensión -un pueblo fundado en 1889, de 7.000 habitantes, a 58 kilómetros de Junín-, Vassallo aceptó exhibir allí su película, por lo cual dos ómnibus trasladaron 60 invitados desde Buenos Aires. Se realizó en el único cine del pueblo, mientras afuera llovía torrencialmente, y se repitió al día siguiente, esta vez con sol. Vassallo nunca se dio por vencido y finalmente consiguió que el Instituto la estrenara comercialmente en el Complejo Tita Merello el 6 de agosto de 1998.
El director nació en San Cono, un pueblo de Sicilia, el 17 de noviembre de 1927 y llegó a los 20 años a la Argentina. Trabajó como reflectorista, ayudante y asistente de dirección en varias películas. La otra película que dirigió fue Las aventuras de Marcelo, rodada en 1969 con Marcos Zucker al frente del elenco, que quedó inconclusa.